# Герб Британской Территории в Индийском Океане
Герб Британской Территории в Индийском Океане впервые был представлен в 1990 году, на праздновании 25-летия образования территории.
Герб представляет собой щит синего цвета, внизу которого на трех белых волнистых линиях расположено пальмовое дерево и корона святого Эдуарда, в левом верхнем углу расположено сияющее солнце. В вверху щита находится флаг Великобритании.
Корона и флаг Великобритании символизируют принадлежность к Объединённому Королевству, извилистые синие линии — волны Индийского океана, а кокосовая пальма — основную растительность островов.
В качестве щитодержателей выступают две морских черепахи (бисса и зелёная черепаха), стоящие на берегу, усыпанному морскими ракушками. Все вместе они представляют местную живую природу. Щит венчает морская корона над которой возвышается башня красного цвета, несущая флаг Британской Территории в Индийском Океане.
В основании герба национальный девиз In tutela nostra Limuria (с лат. — «Лемурия под нашей опекой»), и отсылает нас к несуществующему континенту Лемурия, который по преданию располагался в Индийском океане.